# Наведена сейсмічна активність
Наведена сейсмічна активність — це землетруси та підземні поштовхи, що викликані діяльністю людини при зміні механічних напружень, що існують у земній корі. Більшість явищ, викликаних наведеною сейсмічною активністю, мають незначну магнітуду. Проте під час значної зміни навантаження на земну кору мають місце і серйозніші землетруси. Прикладом цього можуть бути Кариба на кордоні Замбії та Зімбабве, та комплекс з 22-х геотермальних електростанцій The Geysers у Каліфорнії.

## Причини
Існує декілька причин, що можуть призвести до виникнення наведеної сейсмічної активності у певному регіоні.

## Водосховища
Раптова поява величезної кількості води створює перерозподіл напружень у земній корі, що може спровокувати землетруси у даному регіоні. Підземні поштовхи, викликані через наповнення водосховищ, є достатньо значними у порівнянні з іншими формами індукованої сейсмоактивності. Вперше у світі таке явище було зафіксовано у 1932 р. у Алжирі на дамбі Quedd Fodda. Проте, питанню наведеної сейсмічності викликаної водосховищами приділяється недостатньо уваги. Проте, за спостереженнями, підвищення сейсмоактивності відбувається зазвичай при будівництві дамб висотою понад 100 метрів. Тиск води, викликаний величезними водосховищами, є, у більшості випадків, найбільш прийнятним поясненням раптового підвищення числа підземних поштовхів у даному регіоні. Проблема наведеної сейсмічної активності зазвичай ігнорується при проведенні геологічних досліджень при проектуванні дамб задля економії коштів. Проте, як тільки водосховище наповнюється, підземні поштовхи трапляються або одразу, або з невеликою затримкою у часі.
У 1967 році, а індійському штаті Махараштра відбувся землетрус із магнітудою 6.3. Епіцентр землетрусу знаходився під водосховищем Койана. Загинуло 180 осіб, 1500 було поранено. Землетрус відчувався навіть у Бомбеї, за 230 км. У місті відчувалися підземні поштовхи та були перебої з електропостачанням.
Подібні ефекти спостерігалися і при наповненні водосховищ Катської ГЕС у Лесото, Нурекської ГЕС у Таджикистані та озера Каріба, що лежить на кордоні Замбії та Зімбабве. Декотрі експерти вважають, що Гребля Три Ущелини у Китаї може викликати підвищення частоти та силу землетрусів у регіоні.

## Будівлі
Будівництво деяких надвеликих споруд може також стати тригером для підземних поштовхів. Під час будівництва Тайбей 101 було зафіксовано декілька незначних землетрусів.

## Гірництво
Гірництво спричиняє зміни, що безпосередньо впливають на баланс сил і гірських породах. Сейсмічні хвилі, що утворюються при виникненні завалів у існуючих шахтах можуть стати поштовхом до виникнення нових землетрусів. Подібна картина відбувається і при завалах у печерах.